# Universidad Tecnológica Lawrence
La Universidad Tecnológica Lawrence (en inglés: Lawrence Technological University) (LTU) (Lawrence Tech) es una universidad privada en Southfield, Míchigan. Fue fundado en 1932 en Highland Park, Míchigan, como el Instituto de Tecnología Lawrence (LIT) por Russell E. Lawrence. La universidad se mudó a Southfield en 1955 y desde entonces se ha expandido a 107 acres (0,43 km2). El campus también incluye la Affleck House diseñada por Frank Lloyd Wright en Bloomfield Hills y el Detroit Center for Design+Technology en Midtown Detroit.
La universidad ofrece programas de pregrado, maestría y doctorado en ciencia, tecnología, ingeniería, arquitectura y diseño, y campos matemáticos a través de sus cuatro facultades: Arquitectura y Diseño, Artes y Ciencias, Negocios y Tecnología de la Información e Ingeniería. Los equipos atléticos de LTU son los Blue Devils. Compiten en la NAIA y se unieron a la Wolverine Hoosier Athletic Conference en 2012.

## Historia
En 1932, en el apogeo de la Gran Depresión, el presidente fundador de Lawrence Tech, Russell E. Lawrence, imaginó un nuevo modelo de educación superior que podría servir tanto a los estudiantes tradicionales como a los adultos que trabajan, y combinó una filosofía de enseñanza que defendía tanto la teoría como la práctica.
Lawrence creía que los logros tecnológicos y de ingeniería serían lo que estimularía la recuperación económica, tanto para la región como para la nación. Henry y Edsel Ford acordaron arrendar su antiguo edificio de la Henry Ford Trade School, una parte de su complejo de ensamblaje Model-T en Highland Park, a la nueva universidad, que comenzó a operar con unos pocos cientos de estudiantes. La inscripción de la intuición disminuyó durante la Segunda Guerra Mundial, pero aumentó inmediatamente después cuando los veteranos disfrutaron de los beneficios educativos del G.I. Bill.
En 1955, el Instituto de Tecnología Lawrence (LIT) se mudó a un campus en la entonces zona rural de Southfield. Dado que la Universidad se fundó como una escuela de ingeniería, es apropiado que el primer edificio construido en el campus de Southfield fuera el edificio de ingeniería. El plan maestro del campus fue creado por el profesor Earl W. Pellerin, quien también dirigió los equipos que diseñaron los Edificios de Arquitectura y Ciencias, la primera residencia universitaria de la Universidad en Ten Mile Road, University Housing-South y lo que originalmente fue la residencia del presidente en la cercana Unidad circular.
LIT comenzó a ofrecer múltiples programas de maestría a través de sus colegios y, en reconocimiento de estos programas de posgrado, LIT cambió su nombre a Lawrence Technological University (LTU) el 1 de enero de 1989.
LTU continuó su transformación de una institución principalmente para viajeros a ofrecer una vida completa en el campus con la construcción de más residencias universitarias: Donley Hall, Reuss Hall, y la galardonada East Residence Hall, este último para todos los estudiantes de primer año. La Universidad ahora tiene capacidad para más de 1,000 estudiantes residenciales.
| Años            | Duración             |
| --------------- | -------------------- |
| 1932 – 1934     | Russell E. Lawrence  |
| 1934 – 1964     | E. George Lawrence   |
| 1964 – 1977     | Wayne H. Buell       |
| 1977 – 1993     | Richard E. Marburger |
| 1993 – 2006     | Charles M. Chambers  |
| 2006 – 2012     | Lewis N. Walker      |
| 2012 – 2021     | Virinder K. Moudgil  |
| 2022 – presente | Tarek M. Sobh        |

## Programas académicos
Lawrence Technological University es miembro de la Asociación de Universidades Tecnológicas Independientes (AITU). Lawrence Technological University es una de las 13 universidades privadas tecnológicas de doctorado en los EE. UU.; de más de 6000 instituciones de educación superior del país. La Universidad está organizada en cuatro Facultades: Arquitectura y Diseño, Artes y Ciencias, Negocios y Tecnología de la Información e Ingeniería.
En 1950, se agregaron programas de grado asociado a los programas de licenciatura de LTU y, en 1952, se estableció lo que hoy es la Facultad de Negocios y Tecnología de la Información. LTU comenzó a ofrecer múltiples programas de maestría desde principios de la década de 1990. Los programas de maestría en negocios se crearon en 1989, ingeniería en 1990, arquitectura en 1993 y artes y ciencias en 1997.
La Facultad de Negocios y Tecnología de la Información es una de solo el 5 por ciento de las 16,000 instituciones de educación superior del mundo que ofrecen títulos en negocios para obtener la acreditación de AACSB International, la Asociación para el Avance de las Escuelas Universitarias de Negocios.

### Clasificaciones
- En su clasificación de 2021, US News & World Report clasificó a Lawrence Tech en el puesto 37 en "Universidades regionales del Medio Oeste" y una escuela de "Mejor valor".[16]
- LTU ocupa el puesto n.º 95 en la lista de Niche de las universidades "Mejores para el diseño" en Estados Unidos y el n.º 7 en las mejores universidades de valor en Míchigan.[17]

## Atletismo

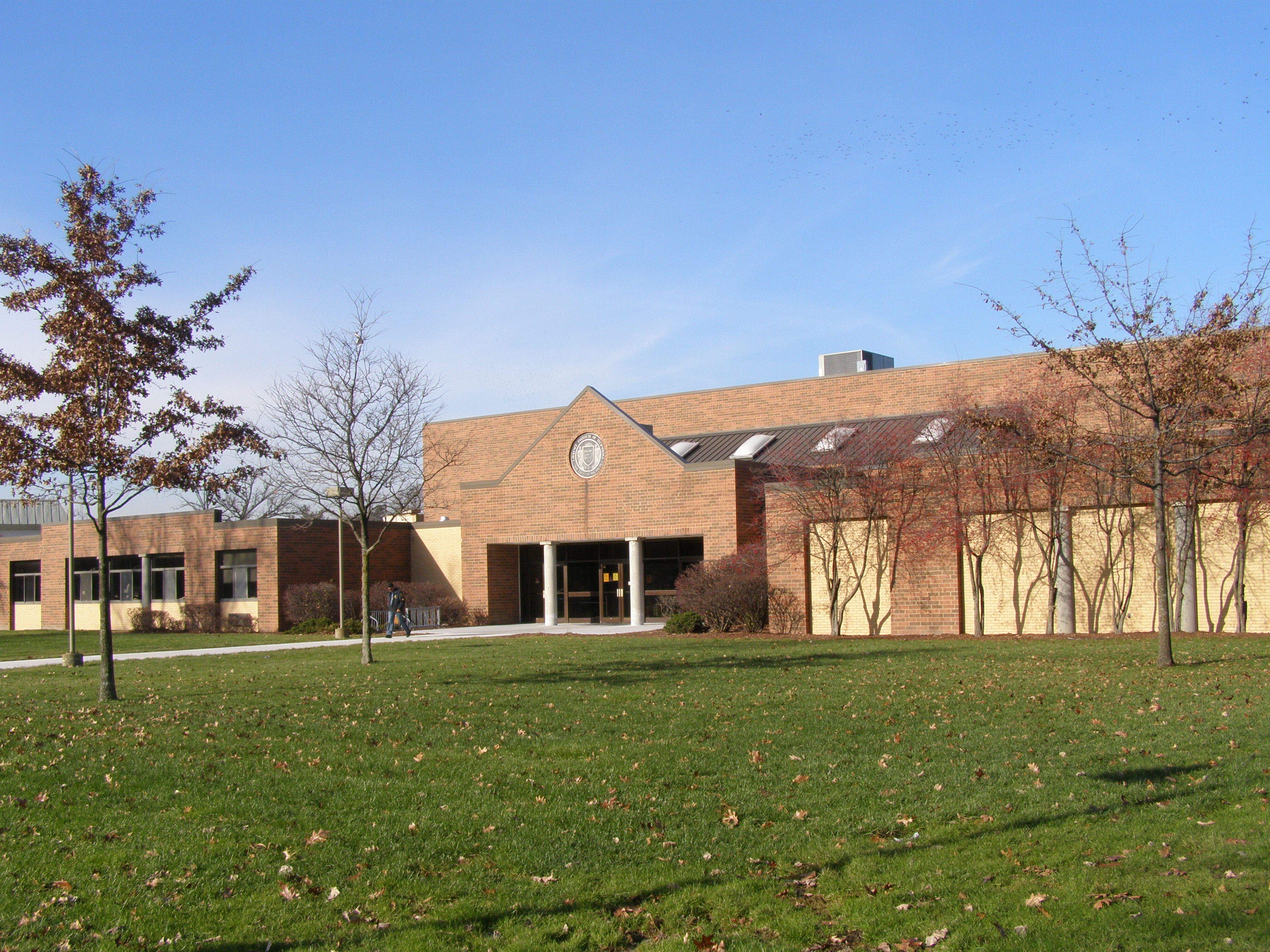
Casa de campo de Don Ridler

Los equipos de Lawrence Tech son conocidos como los Blue Devils. La universidad es miembro de la Asociación Nacional de Atletismo Intercolegial (NAIA), compitiendo principalmente en la Wolverine–Hoosier Athletic Conference (WHAC), mientras que el segundo equipo masculino de hockey sobre hielo de la universidad es miembro de la Asociación Estadounidense de Hockey Colegiado (ACHA) en el Nivel de la División III como miembro de la Michigan Collegiate Hockey Conference (MCHC). Los deportes masculinos incluyen baloncesto, bolos, campo traviesa, hockey sobre hielo, lacrosse y fútbol; mientras que los deportes femeninos incluyen baloncesto, bolos, campo traviesa, lacrosse, fútbol y voleibol.
Lawrence Tech presentó equipos atléticos a lo largo de su historia desde 1930 hasta 1962. El equipo de baloncesto masculino de 1950–51 jugó el Torneo Nacional por Invitación de 1951, celebrado en el Madison Square Garden de Nueva York. Lawrence Tech fue derrotado por Dayton, 71-77 en la primera ronda del torneo. Blaine Denning, exalumno del equipo de 1951, pasó a jugar baloncesto profesional con los Baltimore Bullets de la NBA.
Lawrence Tech restableció los programas atléticos en 2011 y se unió a NAIA. El fútbol masculino y los bolos, junto con el voleibol femenino, se unieron al equipo masculino de hockey sobre hielo ya establecido para las ofertas deportivas de la universidad durante el año académico 2011-12. Durante su quinta temporada en la NAIA, la universidad presentó equipos de béisbol, baloncesto, bolos, campo traviesa, golf, hockey, voleibol, lacrosse, fútbol y tenis masculinos, y baloncesto, bolos, campo traviesa, golf, lacrosse femeninos. , fútbol, softbol, tenis y voleibol.
Gracias a una donación de $1 millón de un donante anónimo, durante el verano de 2016 Lawrence Tech construyó un campo deportivo de superficie AstroTurf en The Point, la parte del campus en la intersección de Northwestern Highway y 10 Mile Road. Los equipos de fútbol y lacrosse de hombres y mujeres de LTU comenzaron a jugar en este campo en agosto de 2016. El proyecto también incluye un estacionamiento para 40 autos. En el verano de 2018, se construyó la iluminación para los juegos nocturnos, un nuevo marcador con una pantalla de repetición de video, asientos temporales para 2000 fanáticos y un palco de prensa en preparación para la temporada inaugural de 2018 del equipo de fútbol de LTU. El primer partido de fútbol, que se llevó a cabo el 1 de septiembre de 2018, atrajo a una multitud desbordante de más de 3800 fanáticos. Los planes futuros para el sitio incluyen asientos permanentes en el estadio para 4000 fanáticos, un edificio de dos pisos con vestidores, una sala de pesas,
En enero de 2017, Lawrence Tech anunció que reanudaría la competencia de fútbol intercolegial, después de una pausa de más de 70 años que se remonta a poco después de la Segunda Guerra Mundial. La universidad admitió dos clases de reclutamiento de alrededor de 90 estudiantes-atletas para un equipo que compitió como equipo independiente en el otoño de 2018, y que comenzará a jugar un calendario universitario completo en la Asociación de Fútbol de los Estados Medios de la NAIA en el otoño. de 2019. LTU contrató a Jeff Duvendeck, exentrenador en jefe en Culver-Stockton (Mo.) College y ex asistente en Michigan State University, Northern Michigan University, Michigan Technological University, Grand Valley State University y Tiffin (Ohio) University, como su entrenador en jefe. Los Blue Devils terminaron 5-3 en su primera temporada abreviada y atrajeron a casi 4,000 fanáticos a su primer juego el 1 de septiembre de 2018. El equipo de fútbol de LTU 2021 terminó 7-4 en general, 3-4 en la Asociación de Fútbol de los Estados Medios.
En 2021, la Universidad agregó más equipos, incluidos deportes electrónicos, hockey femenino, porristas y voleibol masculino, y se sumó a los programas existentes de bolos y atletismo femenino. LTU ahora admite más de 30 equipos universitarios de hombres y mujeres en béisbol, baloncesto, bolos, campo traviesa, deportes electrónicos, fútbol, golf, hockey sobre hielo, lacrosse, fútbol, softbol, tenis, atletismo y voleibol, junto con un banda de animación, una banda de marcha y equipos de porristas y baile.

## Vida estudiantil

### Organizaciones estudiantiles
Las actividades extracurriculares en el campus incluyen oportunidades de liderazgo y más de 60 clubes y organizaciones estudiantiles. El Gobierno Estudiantil representa a todas las organizaciones en el campus. La universidad generalmente permite nuevos clubes de estudiantes en cualquier área de interés si están respaldados por una petición de estudiante con al menos 30 firmas.

### Hermandades y fraternidades
La universidad también alberga capítulos de fraternidades, incluidos Alpha Sigma Phi, Theta Tau, Sigma Pi, Sigma Phi Epsilon, Phi Kappa Upsilon y Phi Beta Sigma. Las hermandades representadas en el campus incluyen Chi Omega Rho, Delta Tau Sigma, Delta Phi Epsilon, Kappa Beta Gamma y Delta Sigma Theta.